# 6 octombrie
ianuarie • februarie • martie  • aprilie  • mai  • iunie  • iulie  • august  • septembrie  • octombrie  • noiembrie  • decembrie
6 octombrie este a 279-a zi a calendarului gregorian și a 280-a zi în anii bisecți. Mai sunt 86 de zile până la sfârșitul anului.

## Evenimente

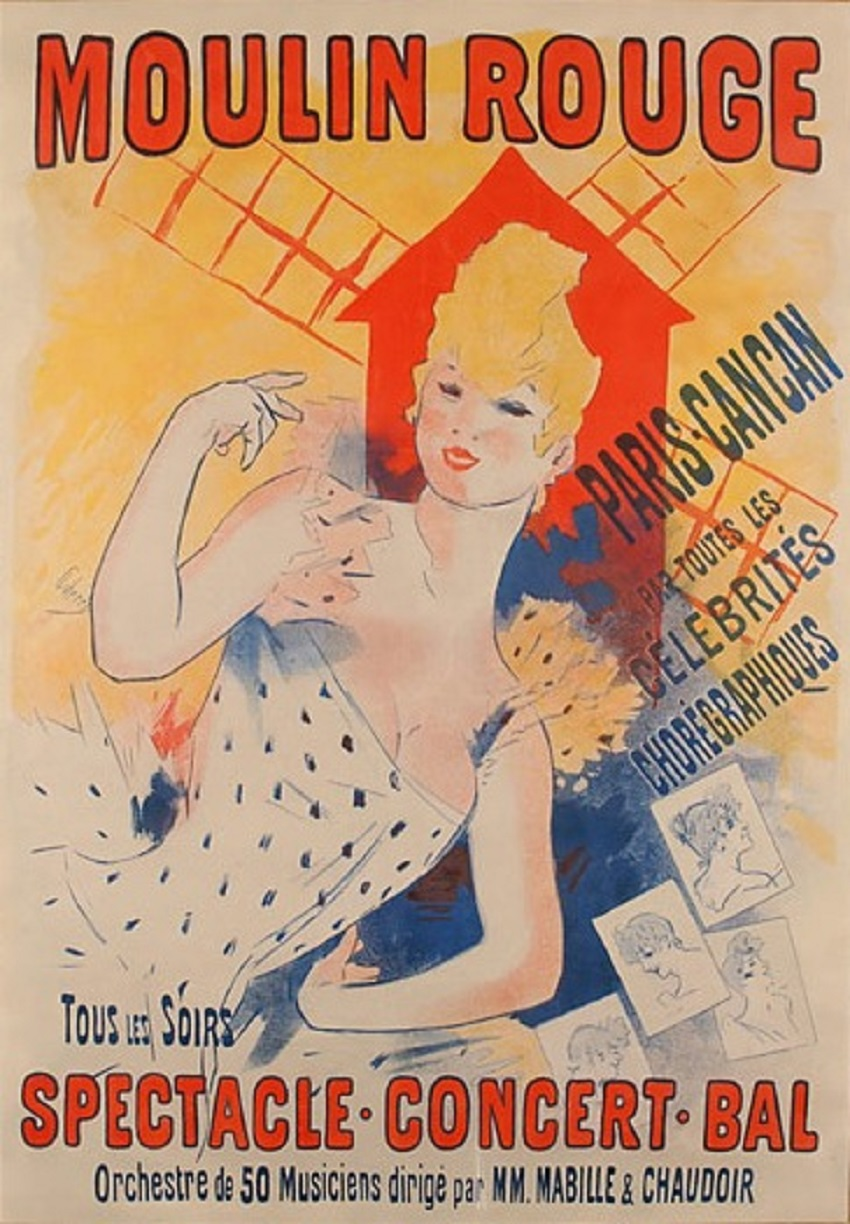
1889: În zona Montmartre din Paris, în arondismentul 18, se deschide clubul de divertisment Moulin Rouge, care va deveni cel mai faimos teatru varieté din lume.

- 1408: Prima atestare documentară a orașelor Iași și Bacău.
- 1437: Conventul de la Cluj-Mănăștur adeverește o înțelegere între răsculați și nobili, în cursul Răscoalei de la Bobâlna.
- 1600: Are loc la Florența premiera operei Euridice, compusă de Jacopo Peri, creată cu ocazia nunții lui Henric al IV-lea cu Maria de Medici.
- 1711: În Moldova începe instaurarea domniilor fanariote; primul domn fanariot din Moldova este Nicolae Mavrocordat.
- 1760: Viitorul împărat Iosif al II-lea se căsătorește la Viena cu infanta spaniolă Isabella de Bourbon-Parma.
- 1789: Revoluția franceză: regele Ludovic al XVI-lea este obligat să-și schimbe reședința de la Versailles la Palatul Tuileries.
- 1849: 13 generali maghiari lideri ai revoluției maghiare din 1848 au fost executați de autoritățile austriece la Arad.
- 1889: În zona Montmartre din Paris, în arondismentul 18, se deschide clubul de divertisment Moulin Rouge, care va deveni cel mai faimos teatru varieté din lume.
- 1908: Austria anexează Bosnia și Herțegovina.
- 1910: Eleftherios Venizelos este ales prim-ministru al Greciei pentru prima dată (în total va fi prim-ministru de 7 ori).
- 1948: Cutremur cu magnitudinea 7,3 în Ashgabat, Turkmenistan, care face între 10.000-110.000 victime omenești.[1] Interdicția guvernului sovietic de a raporta amploarea victimelor și daunelor nu a permis să se aloce suficiente resurse financiare pentru a răspunde în mod adecvat.[2]
- 1973: Egiptul, condus de președintele Anwar El Sadat, în cooperare cu Siria, a atacat Israelul, declanșând Războiul de Yom Kippur.
- 1979: Papa Ioan Paul al II-lea devine primul pontif care vizitează Casa Albă.
- 1981: Anwar al-Sadat, președinte al Egiptului și laureat al Premiului Nobel pentru pace, este asasinat la Cairo de un grup de fanatici.
- 1987: Fiji devine republică.
- 1990: Este lansată sonda spațială Ulysses, un proiect comun ESA și NASA, care avea drept obiectiv studiul in situ al regiunilor vecine Soarelui (heliosfera) de la ecuator la cei doi poli pe durata unui ciclu solar. Misiunea s-a încheiat în iunie 2009, după ce sonda a încheiat trei orbite în jurul Soarelui.
- 1991: Actrița americană Elizabeth Taylor se căsătorește cu muncitorul în construcții Larry Fortensky pe care l-a cunoscut într-un centru de reabilitare pentru consumul de alcool. Acesta a fost cel de-al șaptelea soț al actriței de care se va despărți cinci ani mai târziu.
- 1995: Într-un articol din revista Nature, s-a prezentat descoperirea primei exoplanete, aflată pe orbita unei stele din secvența principală, 51 Pegasi.
- 2000: Președintele iugoslav Slobodan Milošević demisionează.
- 2002: Papa Ioan Paul al II-lea l-a canonizat pe Josemaría Escrivá de Balaguer, la Roma, în Piața Sfântul Petru, în prezența unei mari mulțimi.
- 2010: Se înființează Instagram, o aplicație de partajare a fotografiilor.

## Nașteri
- 1289: Venceslau al III-lea al Boemiei (d. 1306)
- 1552: Matteo Ricci, misionar și astronom italian (d. 1610)
- 1738: Arhiducesa Maria Anna a Austriei (d. 1789)
- 1773: Regele Ludovic-Filip I al Franței (d. 1850)
- 1898: Franz Altheim, istoric și filolog german, membru de onoare al Academiei Române (d. 1976)
- 1808: Frederick al VII-lea, rege al Danemarcei (d. 1863)

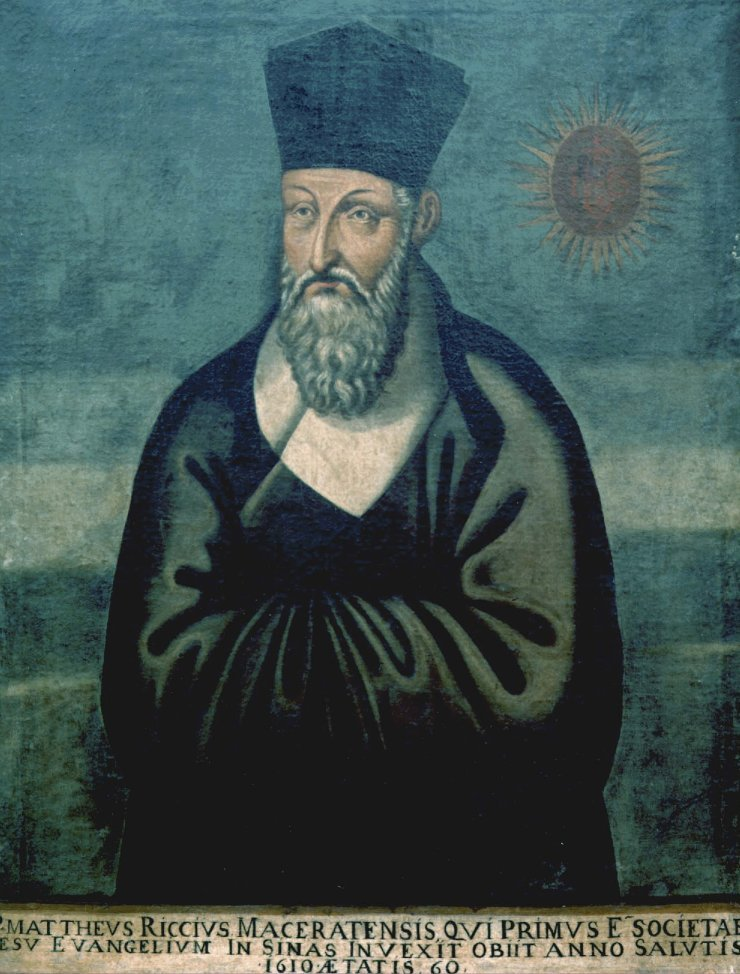
Matteo Ricci, savant italian la curtea de la Beijing
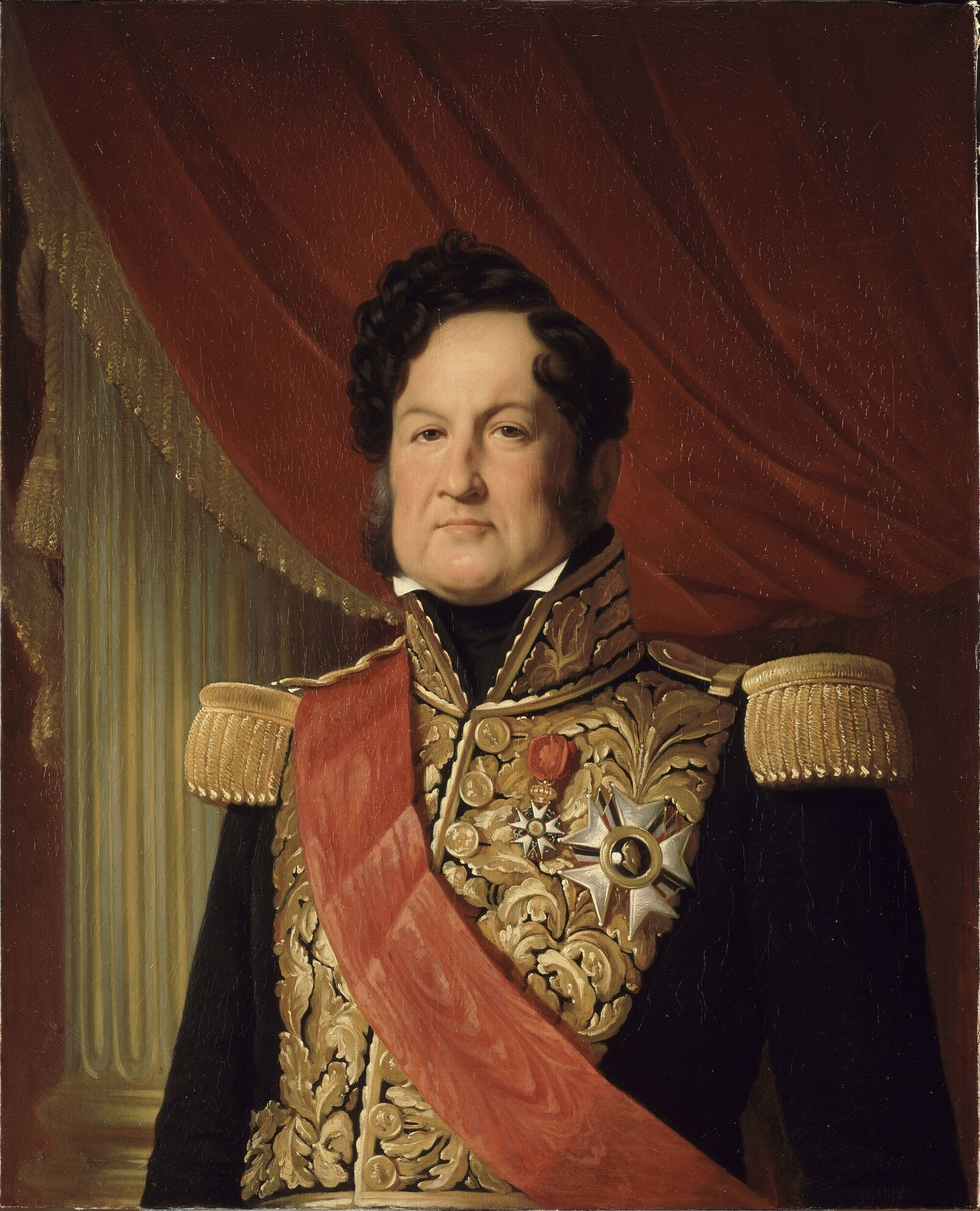
Ludovic-Filip I al Franței
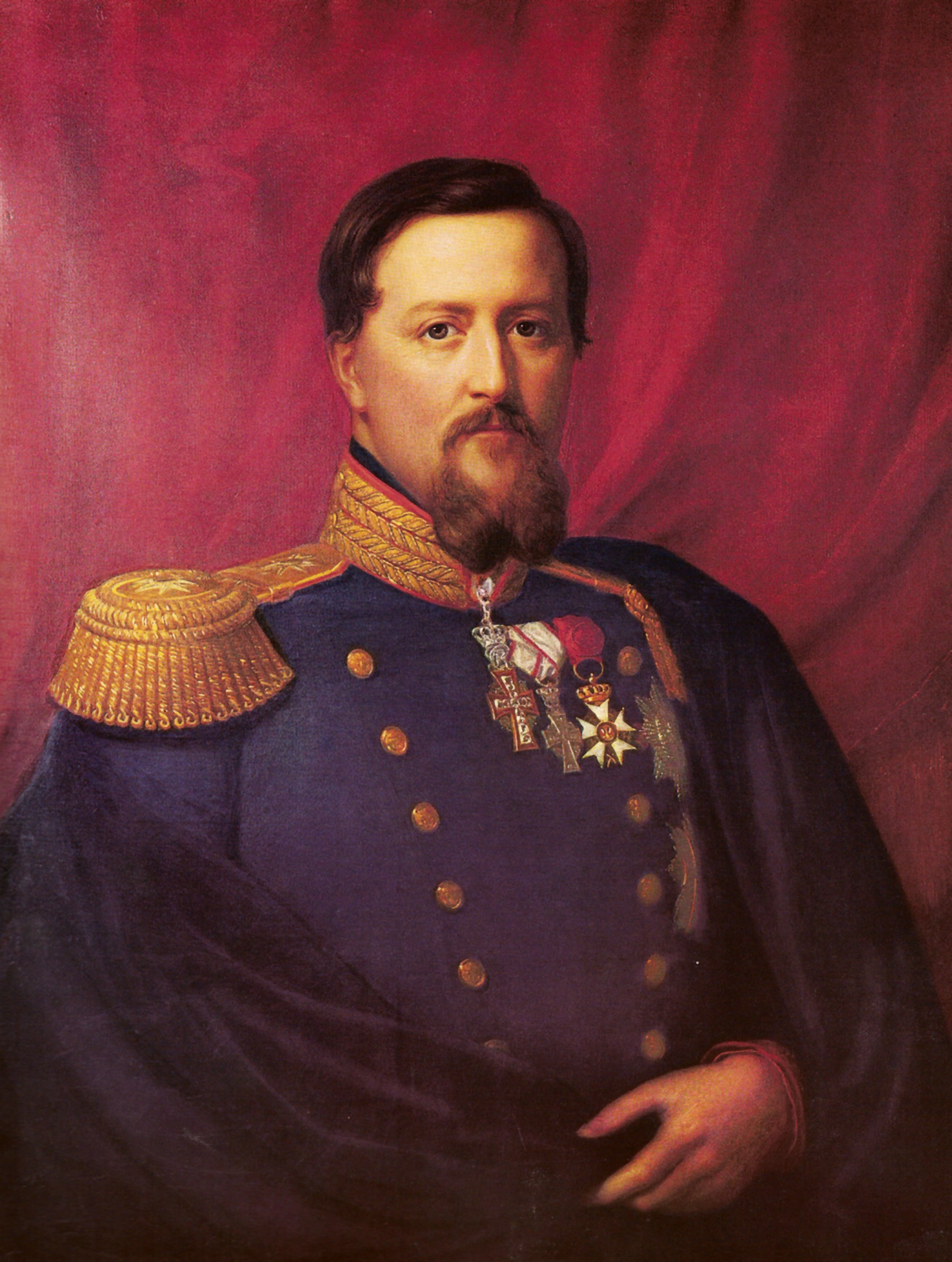
Regele Frederick al VII-lea al Danemarcei

- 1835: Nicolae Popescu, pictor realist român (d. 1877)
- 1886: Edwin Fischer, pianist și dirijor elvețian (d. 1960)
- 1887: Le Corbusier, arhitect elvețiano-francez (d. 1965)
- 1902: Petre Țuțea, filosof, publicist, jurist, economist, eseist și politician român (d. 1991)
- 1903: Ernest Walton, fizician irlandez, laureat al Premiului Nobel (d. 1995)
- 1908: Carole Lombard, actriță americană (d. 1942)
- 1914: Thor Heyerdahl, etnolog norvegian (d. 2002)
- 1915: Iftimie Bârleanu, sculptor român (d. 1986)
- 1927: Paul Badura-Skoda, pianist austriac (d. 2019)
- 1927: Ioan Pop de Popa, medic cardiolog român (d. 2021)
- 1929: Mihai Drăgănescu, inginer electronist român, membru al Academiei Române (d. 2010)
- 1931: Riccardo Giacconi, fizician american de origine italiană (d. 2018)
- 1945: Emerich Dembrovschi, fotbalist și antrenor român
- 1947: Ionela Prodan, cântăreață română de muzică populară (d. 2018)
- 1950: Dan-Mircea Popescu, politician român
- 1950: Tudor Mohora, politician român
- 1973: Silviu Biriș, actor român de teatru și film
- 1973: Andreea Ehritt-Vanc, jucătoare profesionistă de tenis din România
- 1977: Cătălin Grigore, fotbalist român

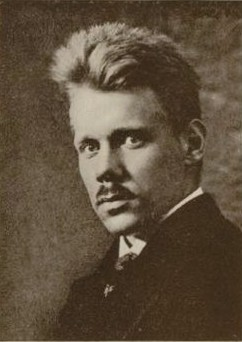
Edwin Fischer, pianist și dirijor elvețian
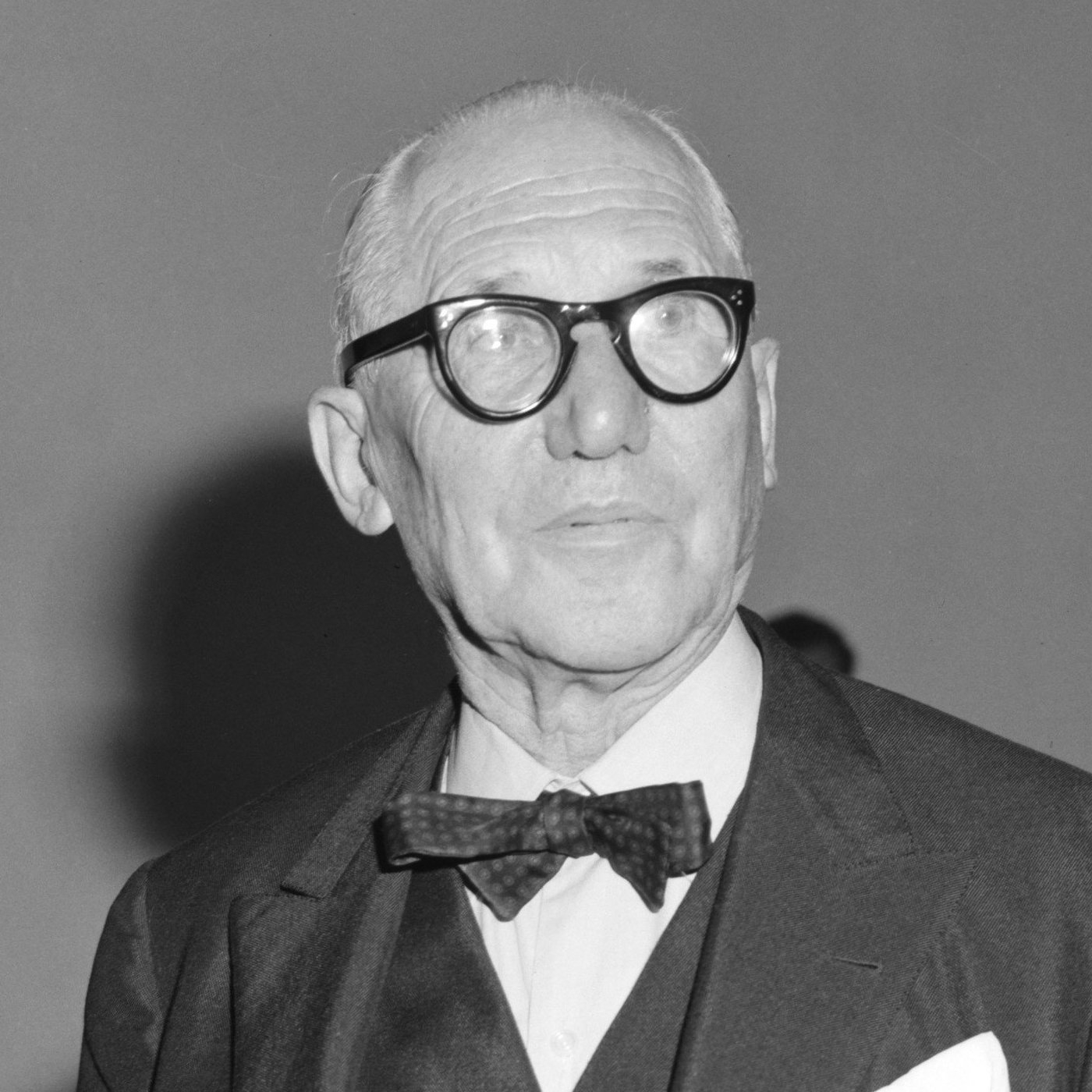
Le Corbusier, arhitect elvețiano-francez
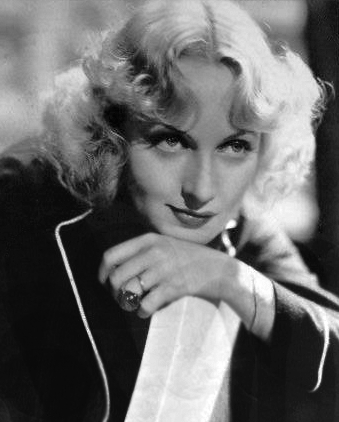
Carole Lombard, actriță americană

- 1978: Erik Lincar, jucător și antrenor român de fotbal
- 1981: Mikael Dorsin, fotbalist suedez
- 1982: Lewon Aronjan, șahist armean
- 1982: Daniel Niculae, fotbalist român
- 1984: Adina Anton, atletă română
- 1984: Emilia Turei, handbalistă rusă
- 1995: Ana Maria Guran, actriță română
- 2002: Cleopatra Stratan, cântăreață română din Republica Moldova

## Decese
- 0877: Carol cel Pleșuv, rege al Franciei Apusene (843-877) și împărat romano-german (875-877), (n. 823)
- 1536: William Tyndale, traducător englez (n. 1494)
- 1644: Elisabeta a Franței, prima soție a regelui Filip al IV-lea al Spaniei (n. 1602)
- 1819: Charles Emmanuel al IV-lea al Sardiniei (n. 1751)
- 1819: Johann von Klenau, general austriac (n. 1758)
- 1873: Paweł Edmund Strzelecki, cercetător, geolog, geograf și explorator polonez (n. 1797)
- 1880: Benjamin Peirce, matematician și astronom american, care a avut o contribuție importantă în descoperirea planetei Neptun (n. 1809)

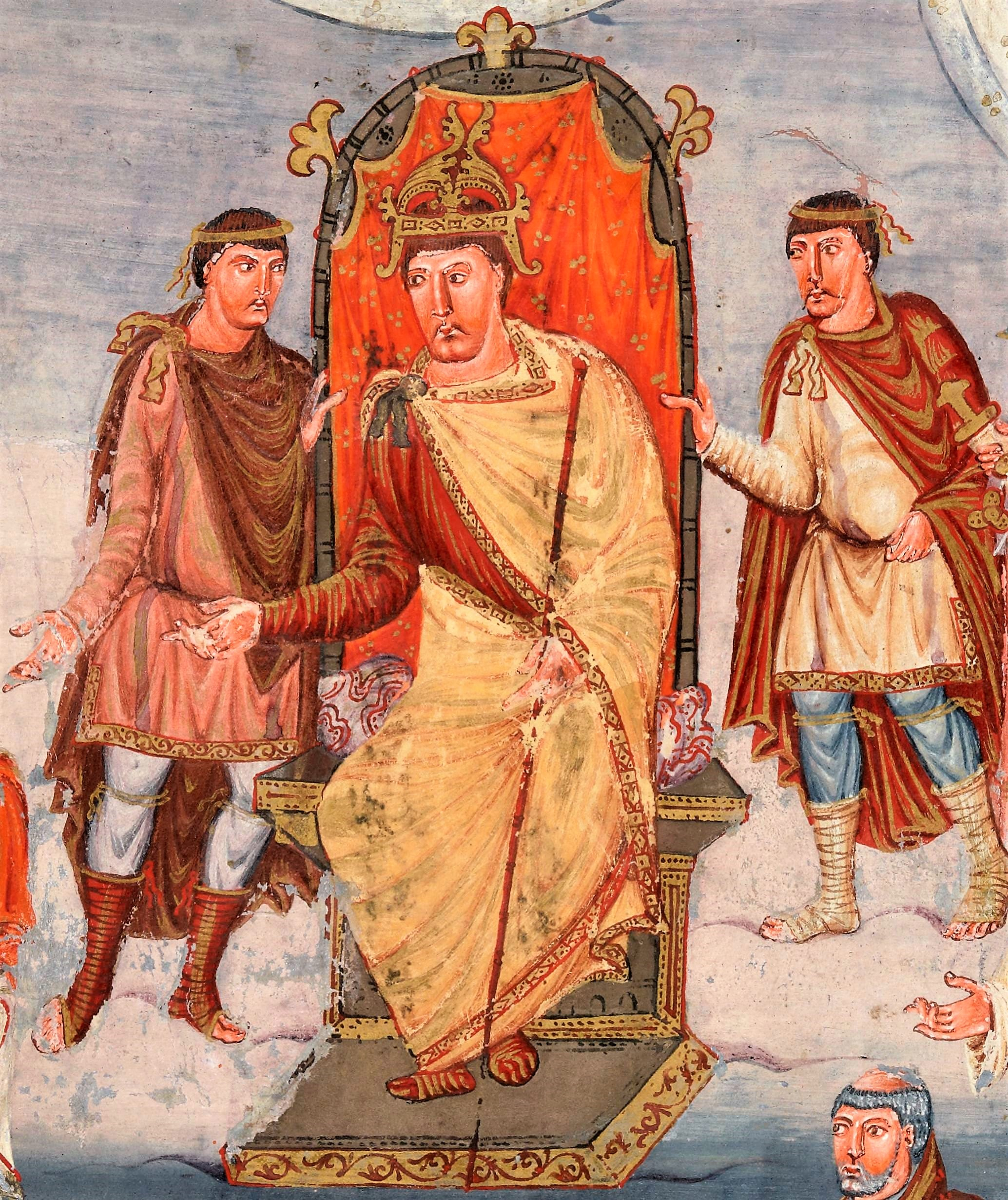
Carol cel Pleșuv, rege al Franciei Apusene
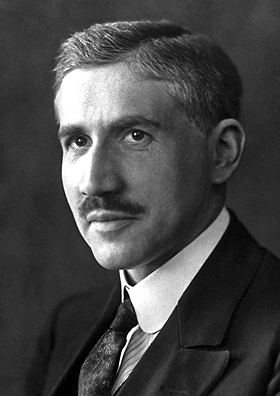
Otto Fritz Meyerhof, medic american de origine germană, laureat Nobel
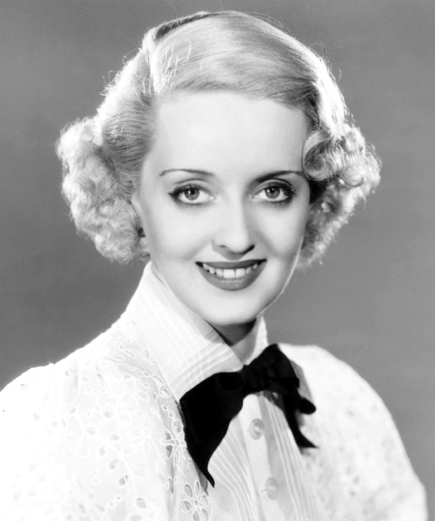
Bette Davis, actriță americană

- 1891: Regele Karl de Württemberg (n. 1823)
- 1892: Alfred Tennyson, poet britanic (n. 1809)
- 1942: Lorenzo Aguirre, pictor spaniol (n. 1884)
- 1951: Otto Fritz Meyerhof, medic american de origine germană, laureat al Premiului Nobel (n. 1884)
- 1968: Blanche-Augustine Camus, pictoriță franceză (n. 1884)
- 1973: François Cevert, pilot francez (n. 1944)
- 1979: Elizabeth Bishop, scriitor american (n. 1911)
- 1981: Anwar Sadat, politician egiptean, al 3-lea președinte al Egiptului, laureat al Premiului Nobel (n. 1918)
- 1989: Bette Davis, actriță americană (n. 1908)
- 1999: Amália Rodrigues, cântăreață de fado și actriță portugheză (n. 1920)
- 2000: Richard Farnsworth, cascador american (n. 1920)
- 2015: Árpád Göncz, scriitor, poet, traducător, avocat și politician maghiar, președinte al Ungariei (1990-2000), (n. 1922)
- 2018: Montserrat Caballé, cântăreață spaniolă de operă (n. 1933)
- 2020: Eddie Van Halen, chitarist și textier american de origine olandeză (n. 1955)

## Sărbători
- calendarul bizantin (ortodox și greco-catolic): Sfântul Toma, apostol
- calendarul latin (romano-catolic): Sfânta Fides, martiră din Galia